# کویچی موریشیتا
کویچی موریشیتا (انگلیسی: Kōichi Morishita؛ زادهٔ ۵ سپتامبر ۱۹۶۷) دونده ماراتن، و ورزشکار دو و میدانی اهل ژاپن است.